# Kanuma
Kanuma (japanska: 鹿沼市?, Kanuma-shi) är en stad i Tochigi prefektur i Japan. Staden fick stadsrättigheter 1948.